# 多爾瑪巴赫切宮
多爾瑪巴赫切宮（土耳其語：Dolmabahçe Sarayı），或譯多爾馬巴赫切宮、多爾瑪巴切宮、多爾馬巴切宮、朵瑪巴切宮、朵馬巴切宮等，是土耳其伊斯坦堡的一座宮殿，在博斯普魯斯海峽的歐洲海岸邊。它是鄂圖曼帝國從1856年至1889年，以及1909年至1922年的主要行政中心。

## 歷史

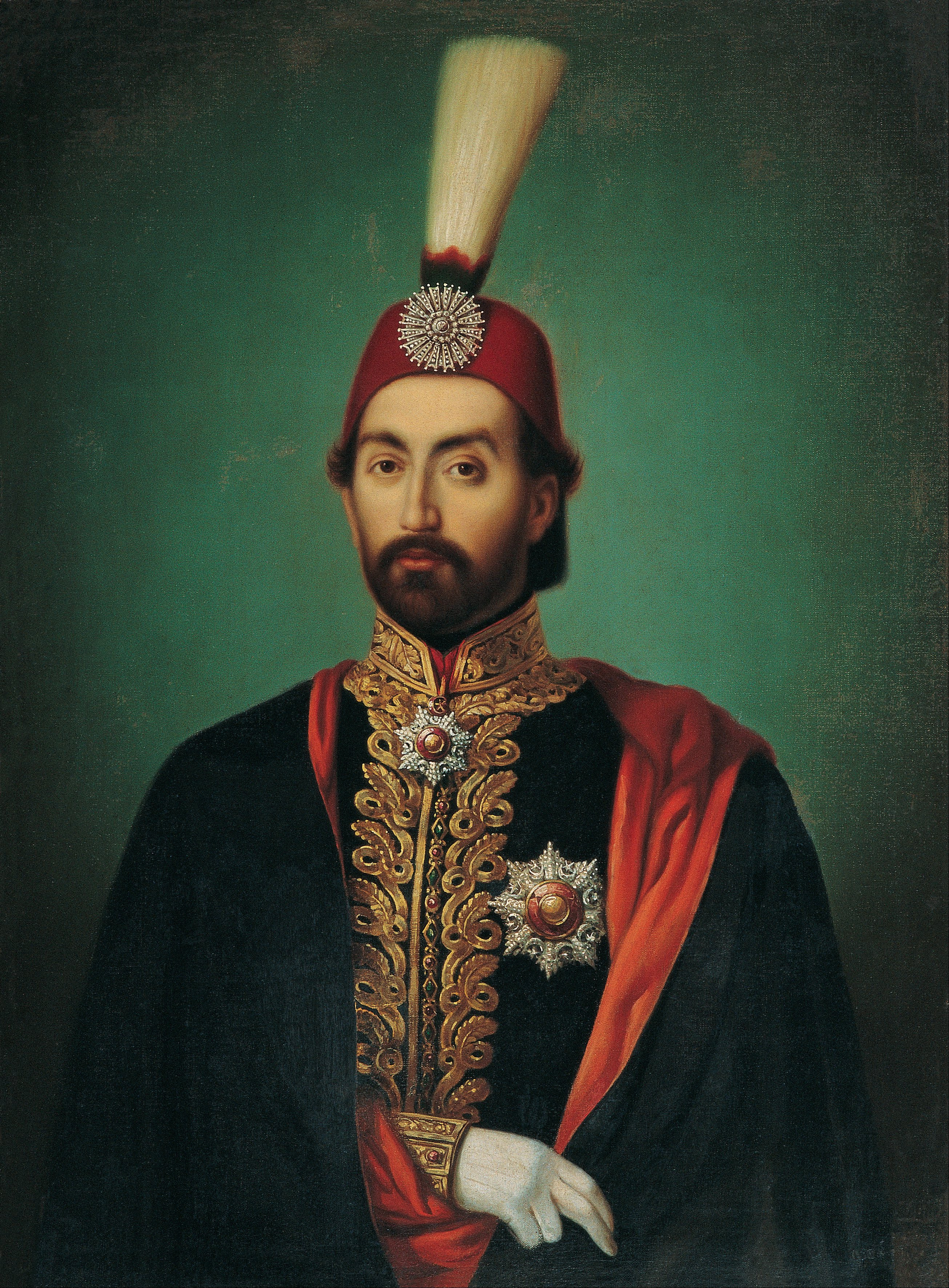
阿卜杜勒-邁吉德一世

多爾瑪巴赫切宮是由鄂圖曼帝國的第31任蘇丹阿卜杜勒-邁吉德一世下令興建，1843年開始施工，1856年完成。此前蘇丹和他的家人住在托卡比皇宮，但由於中世紀風格的托卡比皇宮與歐洲君主的宮殿相比，明顯缺乏現代奢華和舒適的風格，因此阿卜杜勒-邁吉德一世決定在被拆除的前貝西克塔斯薩希爾宮遺址附近建造一座新的現代宮殿。該項目由建築師加拉貝特·巴利安、他的兒子尼戈加約斯·巴萊恩和Evanis Kalfa（鄂圖曼宮廷建築師）負責。建築工程耗費500萬鄂圖曼金磅，相當於35噸黃金。有14噸黃金用於製成金箔裝飾宮殿的天花板。
1856年—1924年，共有6位蘇丹曾住在該宮殿。最後一位住在這裡的皇室成員是阿卜杜勒-迈吉德二世1924年3月3日生效的一項法律將宮殿的所有權轉讓給新成立的土耳其共和國作為國家資產。土耳其共和國的創始人兼第一任總統凱末爾曾在夏季將這座宮殿用作總統府邸，並於此頒布重要政令。凱末爾在宮殿度過晚年，於1938年11月10日去世於該宮殿。
今天，多爾瑪巴赫切宮由對土耳其大國民議會負責的國家宮殿管理局管理。

## 图册

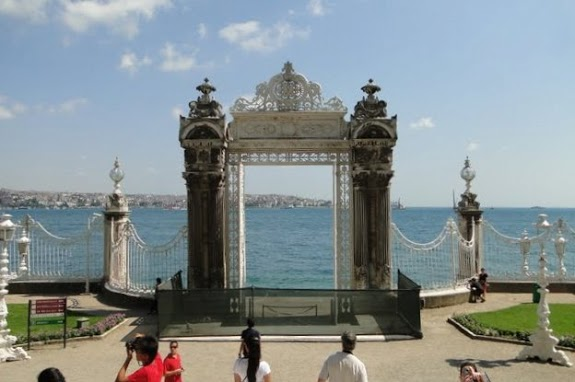
门口看博斯普鲁斯海峡

## 外部連結
- 多爾瑪巴赫切宮 （页面存档备份，存于） 官方網站